# Shinji Morisue
Shinji Morisue (森末慎二, Morisue Shinji, né le 22 mai 1957) est un gymnaste japonais.

## Palmarès

### Jeux olympiques
- Los Angeles 1984
  -  médaille d'or à la barre fixe
  -  médaille d'argent au saut de cheval
  -  médaille de bronze par équipes

### Championnats du monde
- Budapest 1983
  -  médaille de bronze par équipes